# Kavīr-e Ḩājj ‘Alī Qolī
Kavīr-e Ḩājj ‘Alī Qolī (persiska: کوير حاج علی قلی) är en saltslätt i Iran.   Den ligger i provinsen Semnan, i den centrala delen av landet, 300 km öster om huvudstaden Teheran.